# 1952년 미국 상원의원 선거
1952년 미국 상원의원 선거는 1952년 11월 4일 미국에서 치러진 상원의원 선거로, 같이 치러진 1952년 미국 대통령 선거에서 드와이트 아이젠하워 후보가 대통령에 당선된 것에 힘입어 공화당이 제1당이 되었다

## 선거 결과
| 정당   | 선거결과 | 의석 수 |
| ------ | -------- | ------- |
| 공화당 | 23석     | 48석    |
| 민주당 | 13석     | 47석    |
| 무소속 | 1석      | 1석     |